# Tourangeau (idiome)
 (juin 2025).
- Si vous ne connaissez pas le sujet, laissez ce bandeau (vous pouvez alors contacter les auteurs).
- Si vous supprimez le contenu mis en cause (vous pouvez préalablement contacter les auteurs),

argumentez précisément cette suppression dans la page de discussion
(un manque de référence n'est pas un argument ; une recherche réelle de référence doit avoir été effectuée, être formellement documentée).
Pour les articles homonymes, voir Tourangeau.
 (mars 2024).
Si vous disposez d'ouvrages ou d'articles de référence ou si vous connaissez des sites web de qualité traitant du thème abordé ici, merci de compléter l'article en donnant les références utiles à sa vérifiabilité et en les liant à la section « Notes et références ».
Le tourangeau ou langue tourangelle (en tourangeau : torengiau ou nenguĕ torengelĕ) est une variante de la langue d'oïl parlée en Touraine.
Le parler de Touraine ne présente pas de règles orthographiques officielles à ce jour, les dictionnaires existant utilisent généralement une graphie francisante. Il est différent du français standard grammaticalement, phonologiquement et lexicalement, bien qu'il se fonde de plus en plus dans un français régional, où ses caractéristiques phonologiques disparaissent peu à peu.

## Histoire
Le premier peuple attesté dans l'histoire de la Touraine est celui des Turones. Il s'agissait d'un peuple gaulois issu de Celtes venus d'Europe Centrale et d'indigènes celtisés. La première attestation que l'on ait de celui-ci remonte à l'année 57 av. J.-C. lors de la Guerre des Gaules. Cette tribu parlait une langue celtique.
En 52 av. J.-C., aux côtés de Vercingétorix, les Turones décident de se rebeller contre Rome. Cependant, à la suite de la bataille, ils ne seront pas concernés par les mesures de clémence de César et certains d'entre eux seront réduits en esclavage et déportés en Italie. Petit à petit, la population locale subit un processus de romanisation et abandonne progressivement sa langue et sa culture.
La population, latinisée, parle le latin populaire avec la conservation de certaines caractéristiques gauloises qui viennent s'appliquer au latin de Gaule, comme la palatalisation du /k/ en /ʃ/ ou bien encore la spirantisation du /p/ en /v/, par exemple de capra à chèvre (fr) / chiĕvĕr (to) ou même le passage de mots d'origine celtique au latin populaire, par exemple de calio à caillou (fr) / chighlou (to).
À partir du IIIe siècle, la Gaule est touchée par des invasions de peuples germaniques comme les Francs ou les Alamans, lesquels laisseront également des caractéristiques de leurs langues dans le latin populaire.
Finalement, au XIe siècle, la langue d'oïl émerge du latin populaire, le tourangeau en étant la variante en Touraine.

## Prononciation
Dans le présent article, le tourangeau est écrit d'une façon ; cependant, notons qu'aucune orthographe officielle n'existe pour le retranscrire. Dans l'orthographe proposée ici, dans la majorité des cas, le tourangeau se lit comme le français, sauf dans les cas suivants :
- le <oa> se prononce /ɑ/
- le <e> se prononce /e/
- le <ĕ> se prononce /ə/
- le <eun> se prononce /ʊ̃/
- le <iĕ> se prononce /eə/ ou bien /jə/
- le <ghl> se prononce /j/ ou bien /ʎ/
- le <ghn> se prononce /ɲ/
- le <r> se prononce /r/, c'est-à-dire qu'il est roulé

## Caractéristiques phonétiques

### Consonantisme
En comparaison avec le français, certaines consonnes disparaissent lorsqu'elles se trouvent en position finale.
| Tourangeau | Français  |
| ---------- | --------- |
| moarz      | mars      |
| defici     | difficile |
| neuh       | neuf      |

Dans les groupes consonantiques, /bl/, /cl/, /fl/ (le /f/ devient /s/), /gl/ et /pl/, le /l/ subit un processus de palatalisation le transformant en <ghl> /j/.
| Tourangeau | Français |
| ---------- | -------- |
| bghlang    | blanc    |
| pghleuyĕ   | pluie    |
| sghleus    | fleur    |

Dans certains cas, les groupes consonantiques //di// et //ti// deviennent, respectivement, <gui> /gi/ et <qui> /ki/ par confusion des occlusives.
| Tourangeau                                                               | Français  |
| ------------------------------------------------------------------------ | --------- |
| etuguiair                                                                | étudier   |
| Guieus                                                                   | Dieu      |
| çumĕquierĕ                                                               | cimetière |
| venquiers (du latin volontariu > sûrement *vontiers en vieux tourangeau) | peut-être |

### Vocalisme
Le /ē/ et /ĭ/ latins ont donné une diphtongue <ei> /ej/ dans le plus ancien français, mais alors qu'elle est devenue <oi> /wa/ en français moderne, elle est devenue <oue> /we/ en tourangeau (dans le cas où une consonne est accompagnée d'un <-r>, la diphtongaison n'a pas lieu, restant <ei> /e/).
| Tourangeau            | Français             |
| --------------------- | -------------------- |
| moue, toue, soue      | moi, toi, soi        |
| creirĕ, dĕreit, freit | croire, droit, froid |

Certains /a/ latins étant devenus /aj/ se monophtonguent en /i/ en tourangeau.
| Tourangeau       | Latin   | Français |
| ---------------- | ------- | -------- |
| bijĕ < *baise    | basiu   | baiser   |
| jitair < *jaiter | jactare | jeter    |

## Grammaire

### Conjugaison

#### Le verbe dormir, se reposer
Au présent :
Les verbes du premier groupe (en -AIR), dont la terminaison est précédée de deux consonnes, intercalent un "e", entre les deux consonnes en question, aux première, deuxième et troisième personnes du singulier.
- SEMBGHLAIR (sembler) : jĕ sembelĕ, tu sembelĕs, i/a sembelĕt, jĕs sembghloms, vos sembghledzĕs, is/as sembghlont
- ANTRAIR (entrer) : j'anterĕ, t'anterĕs, il/alĕ anterĕt, j'antroms, v'antredzĕs, is/as antront

Les "e" que les verbes du premier groupe ont en avant-dernière syllabe à l'infinitif deviennent "ĕ" au moment d'être conjugués, aux première, deuxième et troisième personnes du singulier.
- ESPERAIR (attendre) : j'espĕrĕ, t'espĕrĕs, il/alĕ espĕrĕt, j'esperoms, v'esperedzĕs, is/as esperont
- VOUETAIR (voter) : jĕ vouĕtĕ, tu vouĕtĕs, i/a vouĕtĕt, jĕs vouetoms, vos vouetedzĕs, is/as vouetont

## Lexique

### Origines romanes
Le tourangeau est une langue d'oïl, donc la majeure partie de son vocabulaire provient du latin populaire. Certains mots de la langue présentent des étymons non-présents en français moderne et même parfois non-présents en ancien français.
Exemples de termes d'origine romane :
- aiguĕ, prononcé [o] ou [jo][3], (eau, latin : aqua)
- an·nuit (aujourd'hui, latin : ad nocte)
- astheurĕ (maintenant, latin : ad ista hora)
- bijĕ (bisou, latin : basiu)
- chĕau (cheval, latin : caballu)
- geailughnĕ (poule, latin : gallina)
- guiorĕ (dehors, latin : de fora)
- dumaishuiy (jamais, latin :  de magis hodie)
- jiĕnĕ (porte, latin : janua)
- leumaz (escargot, latin : limace)
- mesiainĕ (sieste, latin : meridiana)
- ouighlĕ (mouton, latin : ovicula)
- pouesĕ (poire, latin : piru)
- sorgin (souris, latin : soricinu)
- terjos (toujours, latin : trans diurnos)
- venquiers (peut-être, latin : volontariu)

### Origines germaniques
Le lexique d'origine germanique vient en grande majorité du francique, la langue des Francs.
Exemples de termes d'origine germanique :
- ageacĕ (pie, vieux haut allemand : agaza)
- crimpir (serrer, francique : *krimpōn)
- ganghnair (gagner, francique : *waithanjōn)
- gani (couteau, francique : *knif)
- houghnair (honnir, francique : *haunijōn)
- lichair  (lécher, francique : *likkōn)

### Origines celtiques
Le tourangeau, comme bon nombre de langues d'oïl du Grand Ouest, présente un substrat celtique hérité du gaulois. Du fait du processus de romanisation, il est aujourd'hui difficile de distinguer les mots d'origine celtique des autres.
Exemples de termes d'origine celtique :
- chiĕghnĕ (chêne, gaulois : cassanos)
- chighlou (caillou, gaulois : calio)
- dun (montagne, gaulois : dūnon)
- ghlenair (lier des herbes / glaner, gaulois : *gleno)
- lochĕ (limace, gaulois : *loucâ)
- oasabĕl (érable, gaulois : *abalo-)

## Exemples

### Mots
| Français | Tourangeau  |
| -------- | ----------- |
| terre    | tarrĕ       |
| ciel     | cieu        |
| eau      | aiguĕ       |
| feu      | feuy        |
| homme    | houmĕn      |
| femme    | bouemĕ      |
| manger   | mantiyair   |
| boire    | bouerrĕ     |
| grand    | hrand       |
| petit    | pequioz     |
| nuit     | nouerrĕtaiy |
| jour     | jos         |
| maison   | houquiau    |

### Textes
| Tourangeau | Français |
| --- | --- |
| I youavouet eun caut, dens eunĕ ceptolĕ de Torouenĕ, eunĕ draughlerĕ qui se mozouet à velocĕ. Cĕstelĕ-cit etouet coughneuçuyĕ de tozs les horzains. Alĕ restouet au limeroz 8 (ouez) dau Conze de la Basochĕ e solouet, choaz manquier, de s'audavançair aquante eul seun d'amiy Lissandĕr davant que de se derigeair tirand'loa gonalĕ. À advoueindĕr, davant eul seun d'houquiau, cĕsti-cit etouet fonmĕ perzent e adung alĕ s'hoat dizuy "venquiers qu'il hoat piĕçà deviraiy...". Alĕ hoat erpreins l'etraizĕ e hoat dessorsaiy laiz la Louerrĕ eyouqu'alĕ hoat visuy Lissandĕr, ghli-metussĕm, d'ampreis que de jiteair des chighlous dens l'aiguĕ... | Il était une fois, dans une ville de Touraine, une fille qui se promenait à bicyclette. Celle-ci était connue de tous les voisins. Elle habitait au numéro 8 (huit) de la Rue de l'Église et avait l'habitude, chaque matin, de retrouver son ami Alexandre avant de se diriger vers l'école. En arrivant, devant sa maison, celui-ci n'était pas présent et alors elle se dit "peut-être qu'il est déjà parti...". Elle reprit la route et arriva à côté de la Loire où elle vit Alexandre, lui-même, en train de jeter des cailloux dans l'eau... |

## Expressions
- Havouerĕ mau au quieus (littéralement : Avoir mal au cœur) / etĕr anquieurdaiy : Avoir envie de vomir ;
- Corrighlair la jiĕnĕ (littéralement : Condamner la porte) : Fermer la porte à clé ;
- Coumenque t'hoas-ti lom ? (littéralement : Comment tu as nom ?) : Comment t'appelles-tu ? ;
- Etĕr dampreis (que) (de) (littéralement : Être après) : Être en train de ;
- Etĕr preinzĕ (littéralement : Être prise) : Être enceinte ;
- Etĕr renduy(ĕ) (littéralement : Être rendu(e)) : Être arrivé(e) ;
- Tardair l'amoumænt (littéralement : Tarder le moment) : Être sur le point de.

## Vie culturelle

### Événements
- Le samedi 23 novembre 2019, à l'occasion du Festival des Langues de Tours organisé par l'association LinguaFest'37, un cours d'initiation à la langue tourangelle a été donné.
- En 2021, l'Atlas sonore des langues régionales de France ajoute une première version tourangelle de la fable d'Esope « La bise et le soleil ».
- Les samedi 22 octobre et dimanche 23 octobre 2022, le Festival des Langues de Tours, à l'occasion de sa reprise, accueille deux cours de tourangeau et un stand sur la Touraine et sa langue ("La Nouvelle République", , 23/10/2022.)
- Le mardi 1er août 2023, sortie aux Éditions Tintenfaß de la traduction en tourangeau par Ludovic Hinsinger de Le Petit Prince d'Antoine de Saint-Exupéry : Eul Pequioz Houerrĕ.